# Kirchbracht
Kirchbracht ist ein Ortsteil der Gemeinde Birstein im hessischen Main-Kinzig-Kreis.

## Geschichte

### Ortsgeschichte
Eine Urkunde des Klosters Fulda mit der Nennung von „Brahtaha“ datiert in die Zeit von 750 und 802. Damit ist eindeutig Kirchbracht gemeint und nicht Burgbracht, das dies auch als Datum seiner Ersterwähnung ansieht, was aber falsch ist. Dieser Name leitet sich von der Bracht ab, einem Nebenfluss der Kinzig.
Kirchbracht gehörte zur Landgrafschaft Hessen-Kassel und dann dem Kurfürstentum Hessen und kam 1866 mit der preußischen Annexion Kurhessens zu Preußen. Von 1852 bis 1972 gehörte die Gemeinde zum Kreis Gelnhausen.
Zum 1. Februar 1971 fusionierten die bisher selbständigen Gemeinden Birstein, Bösgesäß, Fischborn und Kirchbracht im Zuge der Gebietsreform in Hessen freiwillig zur erweiterten Gemeinde Birstein. Für alle eingegliederten ehemals eigenständigen Gemeinden von Birstein wurden Ortsbezirke  gebildet.

### Verwaltungsgeschichte im Überblick
Die folgende Liste zeigt die Staaten und Verwaltungseinheiten, denen Kirchbracht angehört(e):
- vor 1806: Heiliges Römisches Reich, Fürstentum Isenburg-Birstein, Gericht Reichenbach (oder Birstein)
- ab 1806: Fürstentum Isenburg (Rheinbund),[Anm. 2] Gericht Reichenbach oder Birstein
- ab 1813: Generalgouvernement Frankfurt,[Anm. 3] Gericht Reichenbach
- ab 1815: Kaisertum Österreich,[Anm. 4] Gericht Reichenbach
- ab 1816: Kurfürstentum Hessen,[Anm. 5] Amt Wenings, Gericht Reichenbach
- ab 1821: Kurfürstentum Hessen, Kreis Salmünster[Anm. 6]
- ab 1830: Kurfürstentum Hessen, Kreis Gelnhausen
- ab 1848: Kurfürstentum Hessen, Bezirk Hanau
- ab 1851: Kurfürstentum Hessen, Kreis Gelnhausen
- ab 1867: Königreich Preußen,[Anm. 7] Provinz Hessen-Nassau, Regierungsbezirk Kassel, Kreis Gelnhausen
- ab 1871: Deutsches Reich, Königreich Preußen, Provinz Hessen-Nassau, Regierungsbezirk Kassel, Kreis Gelnhausen
- ab 1918: Deutsches Reich,[Anm. 8] Freistaat Preußen, Provinz Hessen-Nassau, Regierungsbezirk Kassel, Kreis Gelnhausen
- ab 1944: Deutsches Reich, Freistaat Preußen, Provinz Kurhessen, Landkreis Gelnhausen
- ab 1945: Amerikanische Besatzungszone,[Anm. 9] Groß-Hessen, Regierungsbezirk Wiesbaden, Landkreis Gelnhausen
- ab 1946: Amerikanische Besatzungszone, Hessen, Regierungsbezirk Wiesbaden, Landkreis Gelnhausen
- ab 1949: Bundesrepublik Deutschland, Hessen, Regierungsbezirk Wiesbaden, Landkreis Gelnhausen
- ab 1968: Bundesrepublik Deutschland, Hessen, Regierungsbezirk Darmstadt, Landkreis Gelnhausen
- ab 1971: Bundesrepublik Deutschland, Land Hessen, Regierungsbezirk Darmstadt, Landkreis Gelnhausen, Gemeinde Birstein
- ab 1974: Bundesrepublik Deutschland, Land Hessen, Regierungsbezirk Darmstadt, Main-Kinzig-Kreis, Gemeinde Birstein

## Bevölkerung

### Einwohnerstruktur 2011
Nach den Erhebungen des Zensus 2011 lebten am Stichtag dem 9. Mai 2011 in Kirchbracht 252 Einwohner. Darunter waren 3 (1,2 %) Ausländer.
Nach dem Lebensalter waren 48 Einwohner unter 18 Jahren, 93 zwischen 18 und 49, 51 zwischen 50 und 64 und 57 Einwohner waren älter. Die Einwohner lebten in 93 Haushalten. Davon waren 30 Singlehaushalte, 21 Paare ohne Kinder und 39 Paare mit Kindern, sowie 3 Alleinerziehende und keine Wohngemeinschaften. In 24 Haushalten lebten ausschließlich Senioren und in 51 Haushaltungen lebten keine Senioren.

### Einwohnerentwicklung
Quelle: Historisches Ortslexikon
- 1514: 45 Zinsende
- 1551: 67 Zinsende
- 1666: 18 Haushaltungen mit 78 Personen
- 1766: 44 Haushaltungen

| Kirchbracht: Einwohnerzahlen von 1834 bis 2023 | Kirchbracht: Einwohnerzahlen von 1834 bis 2023 | Kirchbracht: Einwohnerzahlen von 1834 bis 2023 | Kirchbracht: Einwohnerzahlen von 1834 bis 2023 | Kirchbracht: Einwohnerzahlen von 1834 bis 2023 |
| --- | ---------------------------------------------- | ---------------------------------------------- | ---------------------------------------------- | ---------------------------------------------- |
| Jahr |                                                |                                                |                                                | Einwohner                                      |
| 1834 | 1834                                           |                                                | 287                                            | 287                                            |
| 1840 | 1840                                           |                                                | 306                                            | 306                                            |
| 1846 | 1846                                           |                                                | 336                                            | 336                                            |
| 1852 | 1852                                           |                                                | 321                                            | 321                                            |
| 1858 | 1858                                           |                                                | 298                                            | 298                                            |
| 1864 | 1864                                           |                                                | 277                                            | 277                                            |
| 1871 | 1871                                           |                                                | 292                                            | 292                                            |
| 1875 | 1875                                           |                                                | 281                                            | 281                                            |
| 1885 | 1885                                           |                                                | 296                                            | 296                                            |
| 1895 | 1895                                           |                                                | 282                                            | 282                                            |
| 1905 | 1905                                           |                                                | 268                                            | 268                                            |
| 1910 | 1910                                           |                                                | 249                                            | 249                                            |
| 1925 | 1925                                           |                                                | 272                                            | 272                                            |
| 1939 | 1939                                           |                                                | 258                                            | 258                                            |
| 1946 | 1946                                           |                                                | 368                                            | 368                                            |
| 1950 | 1950                                           |                                                | 371                                            | 371                                            |
| 1956 | 1956                                           |                                                | 304                                            | 304                                            |
| 1961 | 1961                                           |                                                | 281                                            | 281                                            |
| 1967 | 1967                                           |                                                | 277                                            | 277                                            |
| 1970 | 1970                                           |                                                | 253                                            | 253                                            |
| 1980 | 1980                                           |                                                | ?                                              | ?                                              |
| 1990 | 1990                                           |                                                | ?                                              | ?                                              |
| 2000 | 2000                                           |                                                | ?                                              | ?                                              |
| 2011 | 2011                                           |                                                | 252                                            | 252                                            |
| 2023 | 2023                                           |                                                | 241                                            | 241                                            |
| Datenquelle: Historisches Gemeindeverzeichnis für Hessen: Die Bevölkerung der Gemeinden 1834 bis 1967. Wiesbaden: Hessisches Statistisches Landesamt, 1968. Weitere Quellen: ; Gemeinde Birstein:; Zensus 2011 |                                                |                                                |                                                |                                                |

### Religion

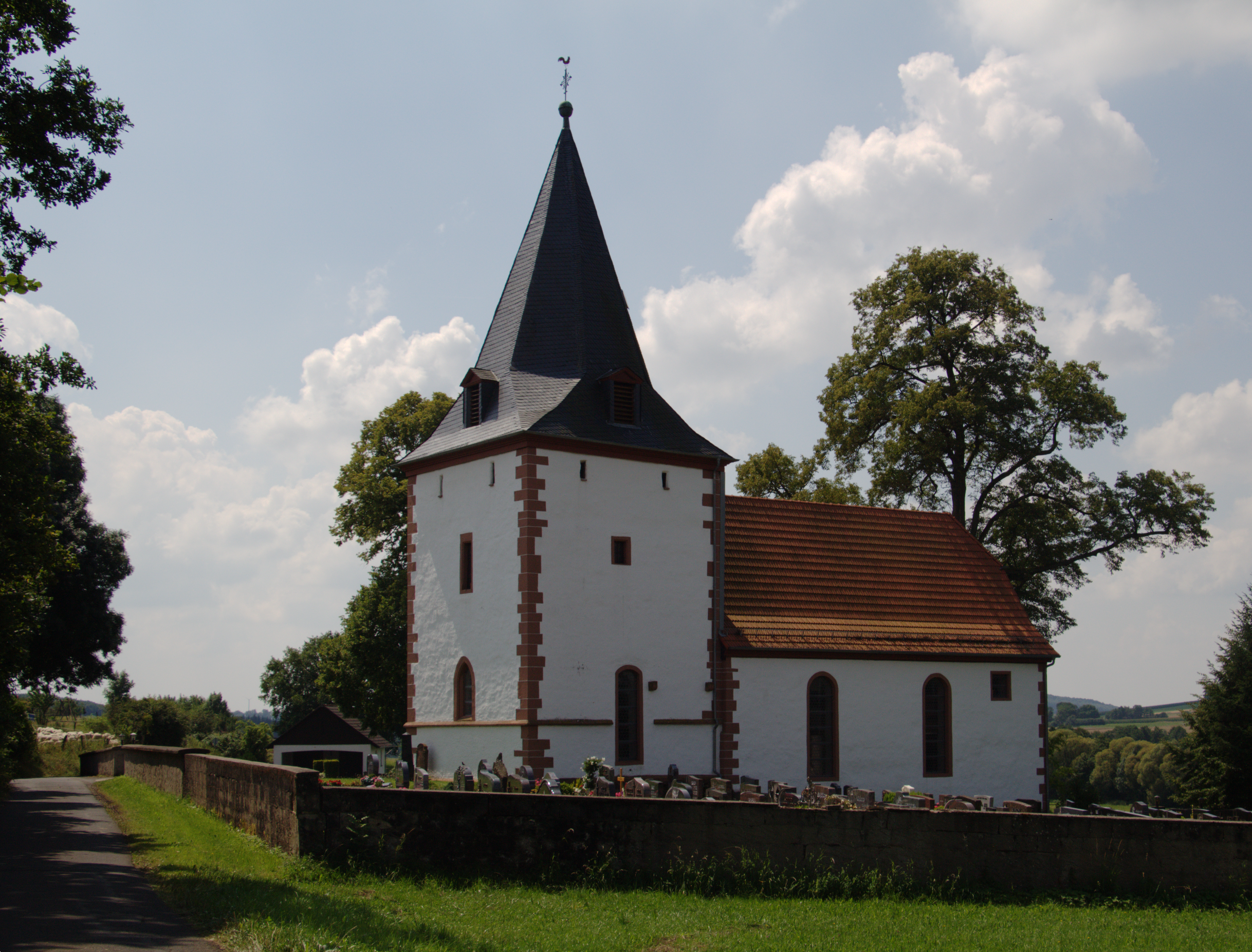
Nikolauskirche nahe Kirchbracht

Kirchbracht ist der Sitz der evangelischen Kirchengemeinde Kirchbracht-Lichenroth. Zum Gebiet der St. Nikolauskirche gehören neben Kirchbracht die Orte Illnhausen, Mauswinkel sowie Bösgesäß (ehem. preußisch) und Böß-Gesäß (ehem. hessisch). Der letztere Umstand weist hin auf die grenzländische Lage des Ortes am linken Ufer der Bracht. Nur wenige Gehminuten trennen Kirchbracht vom „hessischen“ Illnhausen.
 Historische Religionszugehörigkeit
| • 1885: | 242 evangelische (= 81,76 %), zwei katholische (= 0,68 %), fünf anderes christliche-konfessionelle (= 1,69 %), 47 jüdische (= 15,88 %) Einwohner |
| • 1961: | 254 evangelische (= 90,39 %), 27 katholische (= 9,61 %) Einwohner                                                                                |

## Politik
Für Kirchbracht besteht ein Ortsbezirk (Gebiete der ehemaligen Gemeinde Kirchbracht) mit Ortsbeirat und Ortsvorsteher nach der Hessischen Gemeindeordnung.
Der Ortsbeirat besteht aus fünf Mitgliedern. Bei den Kommunalwahlen in Hessen 2021 betrug die Wahlbeteiligung zum Ortsbeirat 66,8 %. Alle Kandidaten gehörten der „Gemeinschaftsliste Kirchbracht“ an. Der Ortsbeirat wählte Michael Pfeifer zum Ortsvorsteher.

## Kultur und Sehenswürdigkeiten

### Kulturdenkmäler
Siehe: Liste der Kulturdenkmäler in Birstein-Kirchbracht

### Regelmäßige Veranstaltungen
Jedes Jahr findet das sogenannte „KirchMausHausen Fest“ statt. Da die drei Ortsteile Kirchbracht, Mauswinkel und Illnhausen aneinandergrenzen, feiern diese zusammen und präsentieren heimische Waren (wie z. B. Honig oder Kleidung hergestellt aus eigener Schafswolle) sowie ihre Heimat.